# Bambuszpatkányformák
A bambuszpatkányformák (Rhizomyinae) az emlősök (Mammalia) osztályának a rágcsálók (Rodentia) rendjébe, ezen belül a földikutyafélék (Spalacidae) családjába tartozó alcsalád.
Egyes rendszerek az alcsaládot az egérfélék (Muridae) családjába sorolják be.
Korábban a gyökérrágóformák-fajokat (Tachyoryctinae) ebbe az alcsaládba sorolták.

## Rendszerezés
Az alcsaládba az alábbi 2 nem és 4 faj tartozik:
- Cannomys Thomas, 1915 – 1 faj
  - kis bambuszpatkány (Cannomys badius) Hodgson, 1841

- Rhizomys Gray, 1831 – 3 faj
  - deres bambuszpatkány (Rhizomys pruinosus) Blyth, 1851
  - kínai bambuszpatkány (Rhizomys sinensis) Gray, 1831
  - nagy bambuszpatkány (Rhizomys sumatrensis) Raffles, 1821

Az alábbi fosszilis nemeket, egyes rendszerezők ebbe az alcsaládba helyezik:
- †Anepsirhizomys
- †Brachyrhizomys
- †Pararhizomys